# Phygadeuon laevipleuris
Phygadeuon laevipleuris är en stekelart som beskrevs av Horstmann 2001. Phygadeuon laevipleuris ingår i släktet Phygadeuon och familjen brokparasitsteklar. Inga underarter finns listade i Catalogue of Life.